# Waag (Medemblik)
De Waag in Medemblik  staat aan de Kaasmarkt, vlak bij het begin van het centrum van de stad en bij de havens. Het gebouw was oorspronkelijk een woonhuis, dat 1692 tot waag omgebouwd werd. Met dit verbouwing werd een waag uit de 14e eeuw vervangen, die tegenover de Bonifaciuskerk stond en wegens bouwvalligheid gesloopt werd.
Het gebouw waarin de waag nu gevestigd is heeft twee verdiepingen en een trapgevel met twee venster- en poortassen. Tussen de twee vensters op de verdieping bevindt zich een relief, waarop twee balansen, een waagmeester en een koopman afgebeeld zijn. Boven het relief hangt aan een uitkragende balk  een klok, afkomstig van de voormalige waag. Achter elke poort is een verschuifbare balans ingericht. Verder bevindt zich in de binnenruimte nog een kantoor van de weegmeester.
Eeuwenlang werd hier de boter en kaas gewogen en verhandeld aan omliggende steden zoals Enkhuizen, Hoorn, Alkmaar en Schagen. Tegenwoordig is er een bloemwinkel in gevestigd. Het kantoor van de weegmeester is in 1973 gerestaureerd.
In december 2018 is het pand, waarin op dat moment een bloembinderij zich bevond, opgekocht. Er zal een bistro in gevestigd worden. 

## Link
- Karl Kiem Weigh house : a building type of the Dutch Golden Century, Siegen 2019. 302. ISBN 978-3-96182-037-5